# 特拉維斯·馬霍尼
特拉維斯·馬霍尼（Travis Mahoney，1990年7月24日—）是澳大利亞的一位游泳運動員，主要擅長接力和仰泳。在2016年，他代表澳大利亞參加了2016年奧運會的游泳賽事，這是他首次參加奧運會。